# Андреевская (Дубовский район)
Андреевская — станица в Дубовском районе Ростовской области.
Административный центр Андреевского сельского поселения.

## География
Станица расположена в 20 км к востоку от села Дубовского на правом берегу реки Сал.
Тип климата — влажный континентальный c жарким летом (Dfa — согласно классификации климатов Кёппена). Среднегодовая температура воздуха — 9,2 °C, количество осадков — 387 мм. Самый засушливый месяц — март (норма осадков — 26 мм). Самый влажный месяц — июнь (42 мм).

### Улицы
- ул. Восточная,
- ул. Западная,
- ул. Кольцевая,
- ул. Молодёжная,
- ул. Степная,
- ул. Центральная,
- ул. Школьная.

## Название
Первоначально населённый пункт назывался по фамилии одного из первых поселенцев Плетнёв. Впоследствии переименован в станицу Андреевскую в честь Великого князя Андрея Владимировича.

## История
Основана в начале XIX века как хутор Плетнёв. В 1812 году в хуторе имелось 9 дворов, в 1837 году — 35, в которых проживало 128 казаков мужского пола. В 1855 году открылась церковь. В 1888 году была открыта приходская школа. В 1891 году Плетнёвская школа значилась одной из лучших в Области войска Донского. В 1903 году открылась библиотека. В 1915 году хутор преобразован в станицу с присвоением наименования станица Княже-Андреевкая. В августе 1917 года передана из 1-го Донского в Сальский округ.
В годы Гражданской войны в районе станицы велись ожесточённые бои. Андреевская являлась стратегически важным пунктом, так как здесь сходились дороги, связующие Заветное с Дубовским, сюда примыкали дороги на Эркетинскую, на Семичный — Котельниково, и находился мост через реку Сал.
В конце мая 1919 года под хутором Плетнёвым был очень тяжело ранен Б.М.Думенко, а также пулевое ранение получил командарм 10-й армии а А.И.Егоров.
С 1924 года — станица находится в составе Дубовского района.

### Успенская церковь
В 1855 году в центре хутора Плетнёва появилась деревянная церковь. В разобранном виде её перевезли из станицы Нижне-Курмоярской после того, как там был возведён каменный храм. Крышу храма покрыли листовым железом. В честь иконы Божьей матери, находящейся в церкви, она получила название Успенской. Церковь имела крестообразную форму с возвышающейся звонницей.
Позже в хуторе была построена новая церковь, в которой в 1867 году первым священником стал Казанский Иван Калинович. Храм некоторое время работал после Октябрьской революции. В 1935 году церковь в станице Андреевской закрыли, в её здании разместили колхозный клуб, а потом переоборудовали под амбар и засыпали зерном. Храм короткое время работал во время Великой Отечественной войны. После освобождения станицы от немцев при церкви была создана инициативная группа, которая составила прошение в Совет по делам Русской Православной Церкви при Совнаркоме СССР, где жители станицы просили зарегистрировать Андреевскую Успенскую церковь. После отрицательного ответа, в 1963 году, церковь пустили на слом, а строительный материал использовали для строительства библиотеки.

## Население
Динамика численности населения
| 1926 | 2002 |
| ---- | ---- |
| 1524 | 939  |

| 1989 | 2002 | 2010 |
| ---- | ---- | ---- |
| 1118 | ↘939 | ↘825 |

### Известные уроженцы
- Шаповалов, Анатолий Александрович (род. 1939) — советский военачальник, генерал-лейтенант, активный участник Афганской войны.